# Первомайский сельсовет (Хакасия)
Первомайский сельсовет — муниципальное образование в Боградском районе Хакасии.
Административный центр — село Первомайское.

## История
Муниципальное образование создано 23 января 2006 года в ходе муниципальной реформы в Российской Федерации.

## Население
| 2002  | 2010  | 2012  | 2013  | 2014  | 2015  | 2016  |
| ----- | ----- | ----- | ----- | ----- | ----- | ----- |
| 1997  | ↘1977 | ↘1933 | ↘1894 | ↘1859 | ↘1841 | ↘1802 |
| 2017  | 2018  | 2019  | 2020  | 2021  |       |       |
| ↘1788 | ↘1743 | ↘1723 | ↗1726 | ↘1438 |       |       |

## Состав сельского поселения
В состав сельского поселения входят 4 населённых пункта:
| № | Населённый пункт | Тип населённого пункта       | Население |
| - | ---------------- | ---------------------------- | --------- |
| 1 | Бей-Булук        | деревня                      | →114      |
| 2 | Борозда          | деревня                      | ↘127      |
| 3 | Заречная         | деревня                      | ↘270      |
| 4 | Первомайское     | село, административный центр | ↗1466     |